# 仲町 (板橋区)
仲町（なかちょう）は、東京都板橋区の町名。丁目の設定がない単独町名である。全域で住居表示が実施されている。

## 地理
板橋区南東部に位置する。北で中板橋、東で栄町、南で大山町、西で弥生町と隣接する。町域の北辺を東武鉄道が東西に走る。

### 地価
住宅地の地価は、2025年（令和7年）1月1日の公示地価によれば、仲町12-2の地点で61万円/m2となっている。

## 歴史
当該エリアは1871年（明治4年）11月14日に浦和県（現埼玉県）から東京府に編入された。1889年には板橋町の一部分となり、1932年からは東京市板橋区の一部となった。

## 世帯数と人口
2025年（令和7年）3月1日現在（板橋区発表）の世帯数と人口は以下の通りである。
- 世帯数 : 2,494世帯
- 人口 : 3,977人

### 人口の変遷
国勢調査による人口の推移。
| 年                 | 人口  |
| ------------------ | ----- |
| 1995年（平成7年）  | 4,293 |
| 2000年（平成12年） | 4,312 |
| 2005年（平成17年） | 4,125 |
| 2010年（平成22年） | 4,099 |
| 2015年（平成27年） | 4,537 |
| 2020年（令和2年）  | 4,605 |

### 世帯数の変遷
国勢調査による世帯数の推移。
| 年                 | 世帯数 |
| ------------------ | ------ |
| 1995年（平成7年）  | 2,049  |
| 2000年（平成12年） | 2,090  |
| 2005年（平成17年） | 2,139  |
| 2010年（平成22年） | 2,206  |
| 2015年（平成27年） | 2,310  |
| 2020年（令和2年）  | 2,433  |

## 学区
区立小・中学校に通う場合、学区は以下の通りとなる（2021年8月時点）。
| 番地             | 小学校                 | 中学校                 |
| ---------------- | ---------------------- | ---------------------- |
| 1～3番 13～24番  | 板橋区立板橋第六小学校 | 板橋区立板橋第一中学校 |
| 4～12番 25～46番 | 板橋区立弥生小学校     | 板橋区立板橋第三中学校 |

## 事業所
2021年（令和3年）現在の経済センサス調査による事業所数と従業員数は以下の通りである。
- 事業所数 : 118事業所
- 従業員数 : 1,097人

### 事業者数の変遷
経済センサスによる事業所数の推移。
| 年                 | 事業者数 |
| ------------------ | -------- |
| 2016年（平成28年） | 118      |
| 2021年（令和3年）  | 118      |

### 従業員数の変遷
経済センサスによる従業員数の推移。
| 年                 | 従業員数 |
| ------------------ | -------- |
| 2016年（平成28年） | 1,001    |
| 2021年（令和3年）  | 1,097    |

## 交通

### 鉄道
町域に駅は存在しないが、以下の路線・駅が利用可能である。
- 東武鉄道
  - 東武東上線：大山駅（大山町および大山東町）・中板橋駅（弥生町および中板橋）

### バス
- 国際興業バス
  - 仲町区民事務所・仲町：赤51　西が丘経由赤羽駅西口行き・サンシャインシティ経由池袋駅東口行き、赤57　トンネル経由赤羽駅西口行き・日大病院行き

## 施設
- 仲町地域センター
- 仲町区民事務所
- 東京都立板橋看護専門学校
- 轡神社 - 名称の由来は、この地を訪れた徳川家康の乗馬の轡を祀ったからとも、また馬蹄を祀ったからともいわれている。

## その他

### 日本郵便
- 郵便番号 : 173-0022[3]（集配局 : 板橋郵便局[16]）。